# Ken Skupski
Ken Skupski (Liverpool, 9 april 1983) is een Brits tennisser, die in 2007 toetrad tot de rijen der professionals en is voornamelijk actief in het herendubbeltennis. Skupski speelde voor zijn profcarrière college tennis in de Verenigde Staten.

## Palmares
| Legenda                       | Legenda               |
| ----------------------------- | --------------------- |
| Grand Slam                    |                       |
| Olympische Spelen             |                       |
| tot 2009                      | vanaf 2009            |
| Tennis Masters Cup            | ATP Finals            |
| ATP Masters Series            | ATP Tour Masters 1000 |
| ATP International Series Gold | ATP Tour 500          |
| ATP International Series      | ATP Tour 250          |

### Dubbelspel
| Nr.                           | Datum             | Toernooi            | Ondergrond    | Partner            | Tegenstanders in finale                  | Score                |         |
| ----------------------------- | ----------------- | ------------------- | ------------- | ------------------ | ---------------------------------------- | -------------------- | ------- |
| gewonnen finales mannendubbel |                   |                     |               |                    |                                          |                      |         |
| 1.                            | 27 september 2009 | ATP Metz            | Hardcourt (i) | Colin Fleming      | Arnaud Clément Michaël Llodra            | 2-6, 6-4, [10-5]     | Details |
| 2.                            | 1 november 2009   | ATP Sint-Petersburg | Hardcourt (i) | Colin Fleming      | Jérémy Chardy Richard Gasquet            | 2–6, 7–5, [10–4]     | Details |
| 3.                            | 20 februari 2011  | ATP Marseille       | Hardcourt (i) | Robin Haase        | Julien Benneteau Jo-Wilfried Tsonga      | 6–4, 6–7(4), [13-11] | Details |
| 4.                            | 11 februari 2018  | ATP Montpellier     | Hardcourt (i) | Neal Skupski       | Ben McLachlan Hugo Nys                   | 7–6(2), 6–4          | Details |
| 5.                            | 28 april 2019     | ATP Boedapest       | Gravel        | Neal Skupski       | Marcus Daniell Wesley Koolhof            | 6–3, 6–4             | Details |
| 6.                            | 20 maart 2021     | ATP Acapulco        | Hardcourt     | Neal Skupski       | Marcel Granollers Horacio Zeballos       | 7–6(3), 6–4          | Details |
| 7.                            | 3 oktober 2021    | ATP Sofia           | Hardcourt (i) | Jonny O'Mara       | Oliver Marach Philipp Oswald             | 6-3, 6-4             | Details |
| verloren finales mannendubbel |                   |                     |               |                    |                                          |                      |         |
| 1.                            | 20 juni 2010      | ATP Eastbourne      | Gras          | Colin Fleming      | Mariusz Fyrstenberg Marcin Matkowski     | 3-6, 7-5, [8-10]     | Details |
| 2.                            | 23 juni 2012      | ATP Eastbourne      | Gras          | Jamie Delgado      | Colin Fleming Ross Hutchins              | 4-6, 3-6             | Details |
| 3.                            | 29 juli 2012      | ATP Los Angeles     | Hardcourt     | Jamie Delgado      | Ruben Bemelmans Xavier Malisse           | 6-7(5), 6-4, [7-10]  | Details |
| 4.                            | 20 oktober 2013   | ATP Moskou          | Hardcourt (i) | Neal Skupski       | Michail Jelgin Denis Istomin             | 2-6, 6-1, [12-14]    | Details |
| 5.                            | 13 augustus 2016  | ATP Cabo San Lucas  | Hardcourt     | Jonathan Erlich    | Purav Raja Divij Sharan                  | 6-7(4), 6-7(3)       | Details |
| 6.                            | 29 juni 2018      | ATP Eastbourne      | Gras          | Neal Skupski       | Luke Bambridge Jonny O'Mara              | 5-7, 4-6             | Details |
| 7.                            | 23 september 2018 | ATP Metz            | Hardcourt (i) | Neal Skupski       | Nicolas Mahut Édouard Roger-Vasselin     | 1-6, 5-7             | Details |
| 8.                            | 24 februari 2019  | ATP Delray Beach    | Hardcourt     | Neal Skupski       | Bob Bryan Mike Bryan                     | 6-7(5), 4-6          | Details |
| 9.                            | 14 april 2019     | ATP Houston         | Gravel        | Neal Skupski       | Santiago González Aisam-ul-Haq Qureshi   | 6-3, 4-6, [6-10]     | Details |
| 10.                           | 25 mei 2019       | ATP Lyon            | Gravel        | Neal Skupski       | Ivan Dodig Édouard Roger-Vasselin        | 4-6, 3-6             | Details |
| gewonnen finales challengers  |                   |                     |               |                    |                                          |                      |         |
| 1.                            | 1 maart 2009      | Wolfsburg           | Tapijt (i)    | Travis Rettenmaier | Sergej Boebka Aleksandr Koedrjavtsev     | 6-3, 6-4             |         |
| 2.                            | 24 mei 2009       | Cremona             | Hardcourt     | Colin Fleming      | Daniele Bracciali Alessandro Motti       | 6-2, 6-1             |         |
| 3.                            | 2 augustus 2009   | Granby              | Hardcourt     | Colin Fleming      | Amir Hadad Harel Levy                    | 6-3, 7-6(6)          |         |
| 4.                            | 25 oktober 2009   | Orléans             | Hardcourt (i) | Colin Fleming      | Sébastien Grosjean Olivier Patience      | 6-1, 6-1             |         |
| 5.                            | 4 april 2010      | Jersey              | Hardcourt (i) | Rohan Bopanna      | Jonathan Marray Jamie Murray             | 6-2, 1-6, [10-6]     |         |
| 6.                            | 6 juni 2010       | Nottingham          | Gras          | Colin Fleming      | Eric Butorac Scott Lipsky                | 7-6(3), 6-4          |         |
| 7.                            | 13 februari 2011  | Bergamo             | Hardcourt (i) | Frederik Nielsen   | Michail Jelgin Aleksandr Koedrjavtsev    | walk-over            |         |
| 8.                            | 31 juli 2011      | Recanati            | Hardcourt     | Frederik Nielsen   | Federico Galo Purav Raja                 | 6-4, 7-5             |         |
| 9.                            | 9 oktober 2011    | Bergen              | Hardcourt (i) | Johan Brunström    | Kenny De Schepper Édouard Roger-Vasselin | 7-6(4), 6-3          |         |
| 10.                           | 19 februari 2012  | Bergamo             | Hardcourt (i) | Jamie Delgado      | Martin Fischer Philipp Oswald            | 7-5, 7-5             |         |
| 11.                           | 12 mei 2012       | Rome                | Gravel        | Jamie Delgado      | Adrián Menéndez-Maceiras Walter Trusendi | 6-1, 6-4             |         |
| 12.                           | 21 juli 2013      | Recanati            | Hardcourt     | Neal Skupski       | Gianluigi Quinzi Adelchi Virgilli        | 6-4, 6-2             |         |
| 13.                           | 4 augustus 2013   | Segovia             | Hardcourt     | Neal Skupski       | Michail Jelgin Uladzimir Ignatik         | 6-3, 6-7(4), [10-6]  |         |
| 14.                           | 15 september 2013 | Petange             | Hardcourt     | Neal Skupski       | Benjamin Becker Tobias Kamke             | 6-3, 6-7(5), [10-7]  |         |
| 15.                           | 22 september 2013 | Szczecin            | Hardcourt     | Neal Skupski       | Andrea Arnaboldi Alessandro Giannessi    | 6-4, 1-6, [10-7]     |         |
| 16.                           | 21 september 2014 | Izmir               | Hardcourt     | Neal Skupski       | Malek Jaziri Aleksandr Koedrjavtsev      | 6-1, 6-4             |         |
| 17.                           | 9 november 2014   | Bratislava          | Hardcourt (i) | Neal Skupski       | Norbert Gombos Adam Pavlásek             | 6-3, 7-6 (3)         |         |
| 18.                           | 14 juni 2015      | Surbiton            | Gras          | Neal Skupski       | Marcus Daniell Marcelo Demoliner         | 6-3, 6-4             |         |
| 19.                           | 26 juli 2015      | Recanati            | Hardcourt     | Divij Sharan       | Ilia Bozoljac Flavio Cipolla             | 4-6, 7-6(3), [10-6]  |         |
| 20.                           | 13 september 2015 | Saint-Remy          | Hardcourt     | Neal Skupski       | Andrej Martin Igor Zelenay               | 6-4, 6-1             |         |
| 21.                           | 14 februari 2016  | Bergamo             | Hardcourt (i) | Neal Skupski       | Nikola Mektić Antonio Šančić             | 6-3, 7-5             |         |
| 22.                           | 28 februari 2016  | Cherbourg           | Hardcourt (i) | Neal Skupski       | Yoshihito Nishioka Aldin Setkić          | 4-6, 6-3, [10-6]     |         |
| 23.                           | 11 september 2016 | Saint Remy          | Hardcourt     | Neal Skupski       | David O'Hare Joe Salisbury               | 6-7(5), 6-4, [10-5]  |         |
| 24.                           | 1 november 2016   | Bratislava          | Hardcourt (i) | Neal Skupski       | Purav Raja Divij Sharan                  | 4-6, 6-3, [10-5]     |         |
| 25.                           | 28 mei 2017       | Mestre              | Gravel        | Neal Skupski       | Julian Knowle Igor Zelenay               | 5-7, 6-4, [10-5]     |         |
| 26.                           | 18 juni 2017      | Nottingham          | Gras          | Neal Skupski       | Matt Reid John-Patrick Smith             | 7-6(1), 2-6, [10-7]  |         |
| 27.                           | 12 november 2017  | Bratislava          | Hardcourt (i) | Neal Skupski       | Sander Arends Antonio Šančić             | 5-7, 6-3, [10-8]     |         |
| 28.                           | 4 februari 2018   | Quimper             | Hardcourt (i) | Neal Skupski       | Sander Gillé Joran Vliegen               | 6-3, 3-6, [10-7]     |         |

## Resultaten grandslamtoernooien
| Legenda | Legenda                          |
| ------- | -------------------------------- |
| g.t.    | geen toernooi gehouden           |
| l.c.    | lagere categorie                 |
| –       | niet deelgenomen                 |
| G       | uitgeschakeld in de groepsfase   |
| 1R      | uitgeschakeld in de eerste ronde |
| 2R      | uitgeschakeld in de tweede ronde |
| 3R      | uitgeschakeld in de derde ronde  |
| 4R      | uitgeschakeld in de vierde ronde |
| KF      | uitgeschakeld in de kwartfinale  |
| HF      | uitgeschakeld in de halve finale |
| F       | de finale verloren               |
| W       | het toernooi gewonnen            |
| w-v     | winst/verlies-balans             |

### Mannendubbelspel
| Grandslamtoernooien  |      |      |      |      |      |      |      |      |      |      |      |      |      |      |      |
| Australian Open      | –    | –    | –    | 2R   | 1R   | 1R   | 1R   | –    | –    | –    | 1R   | 1R   | 2R   | KF   | 2R   |
| Roland Garros        | –    | –    | –    | 2R   | 1R   | –    | 1R   | 1R   | –    | 1R   | –    | 2R   | 2R   | 1R   | 1R   |
| Wimbledon            | –    | 1R   | 1R   | 2R   | 1R   | 2R   | 2R   | 1R   | 1R   | 2R   | KF   | 3R   | 2R   | g.t. | 2R   |
| US Open              | –    | –    | –    | 1R   | –    | 3R   | 1R   | –    | –    | –    | 2R   | 1R   | 1R   | 1R   |      |
| ATP Finals           |      |      |      |      |      |      |      |      |      |      |      |      |      |      |      |
| ATP Finals           | –    | –    | –    | –    | –    | –    | –    | –    | –    | –    | –    | –    | –    | –    |      |
| ATP Masters 1000     |      |      |      |      |      |      |      |      |      |      |      |      |      |      |      |
| Indian Wells         | –    | –    | –    | –    | –    | –    | –    | –    | –    | –    | –    | –    | –    | g.t. |      |
| Miami                | –    | –    | –    | –    | –    | –    | –    | –    | –    | –    | –    | –    | –    | g.t. | –    |
| Monte Carlo          | –    | –    | –    | –    | –    | –    | –    | –    | –    | –    | –    | –    | –    | g.t. | –    |
| Hamburg              | –    | –    | l.c. | l.c. | l.c. | l.c. | l.c. | l.c. | l.c. | l.c. | l.c. | l.c. | l.c. | l.c. | l.c. |
| Madrid               | –    | –    | –    | –    | –    | –    | –    | –    | –    | –    | –    | –    | –    | g.t. | –    |
| Rome                 | –    | –    | –    | –    | –    | –    | –    | –    | –    | –    | –    | –    | –    | –    | –    |
| Montreal/Toronto     | –    | –    | –    | –    | –    | –    | –    | –    | –    | –    | –    | –    | –    | g.t. |      |
| Cincinnati           | –    | –    | –    | –    | –    | –    | –    | –    | –    | –    | –    | –    | –    | –    |      |
| Shanghai             | g.t. | g.t. | –    | –    | –    | –    | –    | –    | –    | –    | –    | –    | –    | g.t. |      |
| Parijs               | –    | –    | –    | –    | –    | –    | –    | –    | –    | –    | –    | –    | –    | –    |      |
| Olympische Spelen    |      |      |      |      |      |      |      |      |      |      |      |      |      |      |      |
| Olympische Spelen    | g.t. | –    | g.t. | g.t. | g.t. | –    | g.t. | g.t. | g.t. | –    | g.t. | g.t. | g.t. | g.t. |      |
| Statistieken         |      |      |      |      |      |      |      |      |      |      |      |      |      |      |      |
| Totaal aantal titels | 0    | 0    | 2    | 0    | 1    | 0    | 0    | 0    | 0    | 0    | 0    | 1    | 1    | 0    | 1    |
| Eindejaarsranking    | 453  | 241  | 54   | 77   | 90   | 52   | 77   | 90   | 100  | 77   | 87   | 55   | 53   | 56   |      |